# Pectinia elongata
Espèce
Statut CITES
Pectinia elongata est une espèce de coraux appartenant à la famille des Merulinidae ou la famille Pectiniidae.